# Phyllodocidae
Phyllodocidae zijn een familie van borstelwormen (Polychaeta).

## Taxonomie
De volgende taxa zijn bij de familie ingedeeld:
- Onderfamilie Eteoninae Bergström, 1914
  - Geslacht Eteone Savigny, 1822
  - Geslacht Eulalia Savigny, 1822
  - Geslacht Eumida Malmgren, 1865
  - Geslacht Galapagomystides Blake, 1985
  - Geslacht Hesionura Hartmann-Schröder, 1958
  - Geslacht Hypereteone Bergström, 1914
  - Geslacht Mysta Malmgren, 1865
  - Geslacht Mystides Théel, 1879
  - Geslacht Protomystides Czerniavsky, 1882
  - Geslacht Pseudomystides Bergström, 1914
  - Geslacht Pterocirrus Claparède, 1868
  - Geslacht Sige Malmgren, 1865
  - Tribus Alciopini Ehlers, 1864
    - Geslacht Alciopa Audouin & Milne Edwards, 1833
    - Geslacht Alciopina Claparède & Panceri, 1867
    - Geslacht Ctenophoricola San Martín, Álvarez-Campos et al., 2020
    - Geslacht Krohnia Quatrefages, 1866
    - Geslacht Mauita Chamberlin, 1919
    - Geslacht Naiades Delle Chiaje, 1830
    - Geslacht Plotohelmis Chamberlin, 1919
    - Geslacht Pseudalciopa Støp-Bowitz, 1991
    - Geslacht Rhynchonereella Costa, 1864
    - Geslacht Torea Chamberlin, 1919
    - Geslacht Torrea Quatrefages, 1850
    - Geslacht Vanadis Claparède, 1870
    - Geslacht Watelio Støp-Bowitz, 1948
- Onderfamilie Notophyllinae Pleijel, 1991
  - Geslacht Austrophyllum Bergström, 1914
  - Geslacht Clavadoce Hartman, 1936
  - Geslacht Nereiphylla Blainville, 1828
  - Geslacht Notophyllum Örsted, 1843
- Onderfamilie Phyllodocinae Örsted, 1843
  - Geslacht Chaetoparia Malmgren, 1867
  - Geslacht Levisettius Thompson, 1979 †
  - Geslacht Paranaitis Southern, 1914
  - Geslacht Phyllodoce Lamarck, 1818

### Nomen dubium
- Onderfamilie Lugiinae Bergström, 1914
- Geslacht Cirraria Sveshnikov, 1959
- Geslacht Eracia Quatrefages, 1866
- Geslacht Eulalides Czerniavsky, 1882
- Geslacht Eumenia Quatrefages, 1866
- Geslacht Eunomia Risso, 1826
- Geslacht Hypocirrus Giard, 1913
- Geslacht Kinbergia Quatrefages, 1866
- Geslacht Lugia Quatrefages, 1866
- Geslacht Mesoeulalia Czerniavsky, 1882
- Geslacht Myriana Savigny, 1822
- Geslacht Nothis Pruvot, 1883
- Geslacht Phyllodocides Nolte, 1941
- Geslacht Porroa Quatrefages, 1866
- Geslacht Prochaetoparia Bergström, 1914
- Geslacht Dubiomystides
- Geslacht Myriocyclum Grube, 1880

### Synoniemen
- Onderfamilie Lopadorrhynchinae Claparède, 1870 => Lopadorrhynchidae Claparède, 1870
- Onderfamilie Mystidinae Bergström, 1914 => Eteoninae Bergström, 1914
- Onderfamilie Pareteoninae Hartmann-Schröder, 1975 => Phyllodocinae Örsted, 1843
- Onderfamilie Protomystidinae Bergström, 1914 => Eteoninae Bergström, 1914
- Geslacht Alciope => Alciopa Audouin & Milne Edwards, 1833
- Geslacht Asterope Claparède, 1870 => Torrea Quatrefages, 1850
- Geslacht Calizonella [auct. misspelling] => Krohnia Quatrefages, 1866
- Geslacht Callizona Greeff, 1876 => Rhynchonereella Costa, 1864
- Geslacht Callizonella Apstein, 1891 => Krohnia Quatrefages, 1866
- Geslacht Corynocephalus Levinsen, 1885 => Alciopina Claparède & Panceri, 1867
- Geslacht Greeffia McIntosh, 1885 => Alciopa Audouin & Milne Edwards, 1833
- Geslacht Halodora Greeff, 1876 => Alciopa Audouin & Milne Edwards, 1833
- Geslacht Kronia => Krohnia Quatrefages, 1866
- Geslacht Liocapa Costa, 1862 => Torrea Quatrefages, 1850
- Geslacht Nauphanta Greeff, 1876 => Alciopa Audouin & Milne Edwards, 1833
- Geslacht Rhynchonerella => Rhynchonereella Costa, 1864
- Geslacht Eteonella McIntosh, 1874 => Eteone Savigny, 1822
- Geslacht Eteonides Hartmann-Schröder, 1960 => Hesionura Hartmann-Schröder, 1958
- Geslacht Eumidia => Eumida Malmgren, 1865
- Geslacht Hypoeulalia Bergström, 1914 => Eulalia Savigny, 1822
- Geslacht Notalia Bergström, 1914 => Eulalia Savigny, 1822
- Geslacht Pirakia Bergström, 1914 => Eumida Malmgren, 1865
- Geslacht Protomystidella Hartmann-Schröder, 1983 => Protomystides Czerniavsky, 1882
- Geslacht Pseudeulalia Eliason, 1962 => Protomystides Czerniavsky, 1882
- Geslacht Steggoa Bergström, 1914 => Eulalia Savigny, 1822
- Geslacht Vitiazia Uschakov, 1953 => Sige Malmgren, 1865
- Geslacht Vitiaziphyllum Uschakov, 1972 => Eumida Malmgren, 1865
- Geslacht Bergstroemia Banse, 1973 => Austrophyllum Bergström, 1914
- Geslacht Carobia Quatrefages, 1866 => Nereiphylla Blainville, 1828
- Geslacht Cirrodoce Hartman & Fauchald, 1971 => Clavadoce Hartman, 1936
- Geslacht Eunotophyllum Czerniavsky, 1882 => Notophyllum Örsted, 1843
- Geslacht Genetyllis Malmgren, 1865 => Nereiphylla Blainville, 1828
- Geslacht Hesperophyllum Chamberlin, 1919 => Notophyllum Örsted, 1843
- Geslacht Macrophyllum Schmarda, 1861 => Notophyllum Örsted, 1843
- Geslacht Nipponophyllum Imajima & Hartman, 1964 => Notophyllum Örsted, 1843
- Geslacht Paraeulalia Czerniavsky, 1882 => Notophyllum Örsted, 1843
- Geslacht Pseudonotophyllum Czerniavsky, 1882 => Notophyllum Örsted, 1843
- Geslacht Trachelophyllum Levinsen, 1883 => Notophyllum Örsted, 1843
- Geslacht Anaitides Czerniavsky, 1882 => Phyllodoce Lamarck, 1818
- Geslacht Anaitis Malmgren, 1865 => Paranaitis Southern, 1914
- Geslacht Compsanaitis Hutchings & Murray, 1984 => Paranaitis Southern, 1914
- Geslacht Globidoce Bergström, 1914 => Phyllodoce Lamarck, 1818
- Geslacht Lepadorhynchus Schmarda, 1861 => Phyllodoce Lamarck, 1818
- Geslacht Pareteone Hartmann-Schröder, 1975 => Paranaitis Southern, 1914
- Geslacht Phillodoce Grube, 1878 => Phyllodoce Lamarck, 1818
- Geslacht Phyllidoce => Phyllodoce Lamarck, 1818
- Geslacht Phyllouschakovius Blake, 1988 => Phyllodoce Lamarck, 1818
- Geslacht Prophyllodoce Hartman, 1966 => Phyllodoce Lamarck, 1818
- Geslacht Sphaerodoce Bergström, 1914 => Phyllodoce Lamarck, 1818
- Geslacht Zverlinum Averintsev, 1972 => Phyllodoce Lamarck, 1818